# Thalictrum tenue
Thalictrum tenue är en ranunkelväxtart som beskrevs av Adrien René Franchet. Thalictrum tenue ingår i släktet rutor, och familjen ranunkelväxter. Inga underarter finns listade i Catalogue of Life.